# Giovanni Benedetto Civran
Giovanni Benedetto Maria Civran, anche solo Benedetto Maria Civran (Bassano del Grappa, 3 dicembre 1723 – Chioggia, 28 ottobre 1794), è stato un vescovo cattolico italiano.

## Biografia
Nacque «per accidente» a Bassano dalla famiglia patrizia veneziana dei Civran, figlio di Giovanni. Si applicò fin da giovane allo studio delle lettere e delle scienze e più tardi intraprese la carriera ecclesiastica, essendo ordinato sacerdote l'8 maggio 1748.
Per i meriti acquisiti dinnanzi alla società pubblica del suo tempo, fu proposto dal senato veneziano come vescovo di Caorle, e nella votazione che seguì il 16 marzo 1769 venne preferito a Lorenzo Balbi per 151 voti contro 95. La nomina fu quindi approvata da papa Clemente XIV il 6 agosto 1770 e fu consacrato vescovo dal cardinale Lodovico Calini, cardinale presbitero di Sant'Anastasia. Come vescovo di Caorle, ha compiuto due visite pastorali nel territorio della diocesi. Il suo nome compare inoltre negli atti del capitolo della cattedrale di San Marco, da cui aveva ricevuto l'incarico, nella primavera del 1776, di accogliere il doge Alvise Mocenigo al Lido di Venezia per la cerimonia dello Sposalizio del Mare, in vece del neoeletto patriarca Giovanelli che non aveva ancora preso possesso della cattedra. Di fronte all'iniziale rifiuto del vescovo di Caorle, motivato dal fatto che «aveva paura delle acque», il capitolo riportò che «conobbe lesiva del proprio diritto l'introduzione che si tentava da parte di monsignor di Caorle», non essendo mai state introdotte novità al rito, specialmente in periodo di sede vacante. Consacrò inoltre l'altare principale della chiesa di San Cipriano di Murano. Il suo stemma ed il suo nome compaiono incisi nel basamento del reliquiario del Preziosissimo Sangue, a lui donato alla cattedrale di Caorle e oggi conservato nel museo liturgico.
Dopo aver perso per pochi voti l'elezione a vescovo della sua città nativa di Chioggia nel 1773, in favore dello stesso Giovanelli, l'8 giugno 1776 la votazione del Senato veneziano lo elesse vescovo di Chioggia, nomina ratificata da papa Pio VI nel concistoro tenutosi il successivo 15 luglio. Dopo aver preso possesso della cattedra per procura, il 22 dicembre dello stesso anno, ultima domenica di Avvento, preso possesso canonico della diocesi nella cattedrale. Le cronache riportano lo zelo pastorale del Civran verso il suo popolo chioggiotto, in particolare per la costruzione del Seminario, che riuscì a costruire dopo che lo stanziamento di fondi del predecessore Antonio Grassi non era andato a buon fine. Nel 1782 accolse a Chioggia papa Pio VI in occasione della sua sosta nella visita all'imperatore Giuseppe II. Inoltre sono riportate nelle fonti diverse consacrazioni di chiese ed altari nel territorio della diocesi.
Morì a Chioggia il 28 ottobre 1794.

## Genealogia episcopale e successione apostolica
La genealogia episcopale è:
- Cardinale Scipione Rebiba
- Cardinale Giulio Antonio Santori
- Cardinale Girolamo Bernerio, O.P.
- Arcivescovo Galeazzo Sanvitale
- Cardinale Ludovico Ludovisi
- Cardinale Luigi Caetani
- Cardinale Ulderico Carpegna
- Cardinale Paluzzo Paluzzi Altieri degli Albertoni
- Cardinale Gaspare Carpegna
- Cardinale Fabrizio Paolucci
- Cardinale Francesco Barberini
- Cardinale Angelo Maria Querini, O.S.B.Cas.
- Cardinale Lodovico Calini
- Vescovo Giovanni Benedetto Civran

La successione apostolica è:
- Vescovo Antonio Maria Ambiveri (1775)
- Arcivescovo Giuseppe Gregorio Scotti (1790)